# Departamento Arauco
Arauco es uno de los 18 departamentos en los que se divide la provincia de La Rioja (Argentina). Su ciudad cabecera es Aimogasta, se encuentra a 115 km de la ciudad de La Rioja y a 1198 km de distancia de la ciudad de Buenos Aires.

## Historia
El 10 de agosto de 1877 mientras gobernaba la provincia Vicente Almandos Almonacid y era diputado por el Departamento arauco José V. de la Vega, Se sanciona la ley que creaba los actuales departamentos Castro Barros y Arauco y a su vez determinaba que la cabecera de este último sería Villa de la Concepción de Aimogasta. Pero recién se pondrá en vigencia durante el gobierno de Guillermo Sanroman mediante el decreto del 25 de octubre de 1894.

## Toponimia
El departamento Arauco toma su nombre de la expresión aborigen que significa "agua de la greda", presumiblemente en referencia a la planicie árida surcada por el río Colorado o Salado que con cierta frecuencia derrama sus aguas formando pantanos.

## Superficie y límites
Posee 1992 km² y limita al norte y este con la provincia de Catamarca, al sur con los departamentos Capital y Castro Barros y al oeste con el departamento San Blas de los Sauces.

## Población
La evolución de la población del departamento Arauco muestra un crecimiento demográfico sostenido a lo largo de las décadas.
| Gráfica de evolución demográfica de Departamento Arauco entre 1960 y 2022 |
|                                                                           |
| Fuente: Censos Nacionales de Población, Hogares y Viviendas.              |

Un elemento significativo resulta el crecimiento en las últimas décadas de la población en la localidad cabecera del departamento, si bien esto no significó el despoblamiento de las áreas rurales.
|                                   | 1960  | 1970  | 1980  | 1991  | 2001  | 2010  | 2022  |
| --------------------------------- | ----- | ----- | ----- | ----- | ----- | ----- | ----- |
| Total del Departamento            | 6514  | 6755  | 8456  | 11173 | 13720 | 15418 | 16257 |
| Aimogasta (Cabecera)              | 2721  | 4134  | 4640  | 6384  | 10418 | 12249 |       |
| Índice de población urbana (en %) | 41.77 | 61.19 | 54.87 | 57.13 | 75.93 | 79.44 |       |

Para el censo 2022 el departamento registró 16 257habitantes. Esto representó un aumento en la cantidad de personas del 5,4%, menor al crecimiento poblacional provincial que se situó en 15,1%.Estos datos situaron al departamento como el tercero más poblado y el tercero más denso de la provincia.

## Localidades y parajes
- Aimogasta
- Arauco
- Bañado de los Pantanos
- Estación Mazán
- Machigasta
- Termas de Santa Teresita
- Villa Mazán
- Udpinango

Algunas localidades de mayor población, por ejemplo Aimogasta, configuran conglomerados urbanos con localidades cercanas o barrios que han adquirido identificación propia, por ejemplo el barrio de San Antonio. 
Por otra parte, la población rural dispersa tiene su asentamiento en parajes, caseríos o puestos, en algunos casos habitados por una única familia y en otros casos deshabitados. Estas locaciones suelen carecer de vías terrestres de comunicación o bien ellas son precarias. Existe registro de estas locaciones, lo que no implica que haya población efectiva en todas ellas. Entre ellas puede mencionarse Chilipango, Puesto Seco, Las Chacras, El Vallecito, Balde de Doña Justa, El Cullaral, Pozo Negro, Cachipampa, Sembreadero, Villa Mervil y otras.

## Actividades económicas
La economía del departamento Arauco está organizada básicamente en torno a la olivicultura.
La ganadería es especialmente caprina y en mucha menor medida bovina y ovina. La agricultura se desarrolla exclusivamente en las áreas donde existe riego.
Las actividades relacionadas con la prestación de servicios turísticos, alojamiento y gastronomía tiene un gran potencial aunque hasta el año 2015 su desarrollo era incipiente. Según lo informado por el área, en el año 2011 el departamento sólo contaba con tres establecimientos hoteleros y dos extrahoteleros.
| Año  | Bovinos | Caprinos | Ovinos | Porcinos | Cereal para grano (ha.) | Cultivos industriales (ha.) | Olivo aceite (ha.) | Olivo conserva (ha.) | Vid mesa (ha.) | Forrajeras (ha.) | Otros (ha.) | Total ha. implantadas |
| ---- | ------- | -------- | ------ | -------- | ----------------------- | --------------------------- | ------------------ | -------------------- | -------------- | ---------------- | ----------- | --------------------- |
| 2008 | 140     | 2366     | 200    | 62       | 108.10                  | 2247                        | 1544               | 6385                 | 40.30          | 117              | 7.80        | 10449.60              |

Fuente: Censo Nacional Agropecuario 2008
Olivos: Según algunas fuentes, los primeros olivos llegados a la Argentina fueron plantados en la región de lo que hoy es el departamento de Arauco hacia mitad del siglo XVI. De esta circunstancia toma su nombre la variedad Arauco, única variedad argentina reconocida por Consejo Oleícola Internacional.
Según se desprende de un informe producido por el INTA hacia el año 2010, eran bajo riego el 90% de las superficies cultivadas en la Argentina.

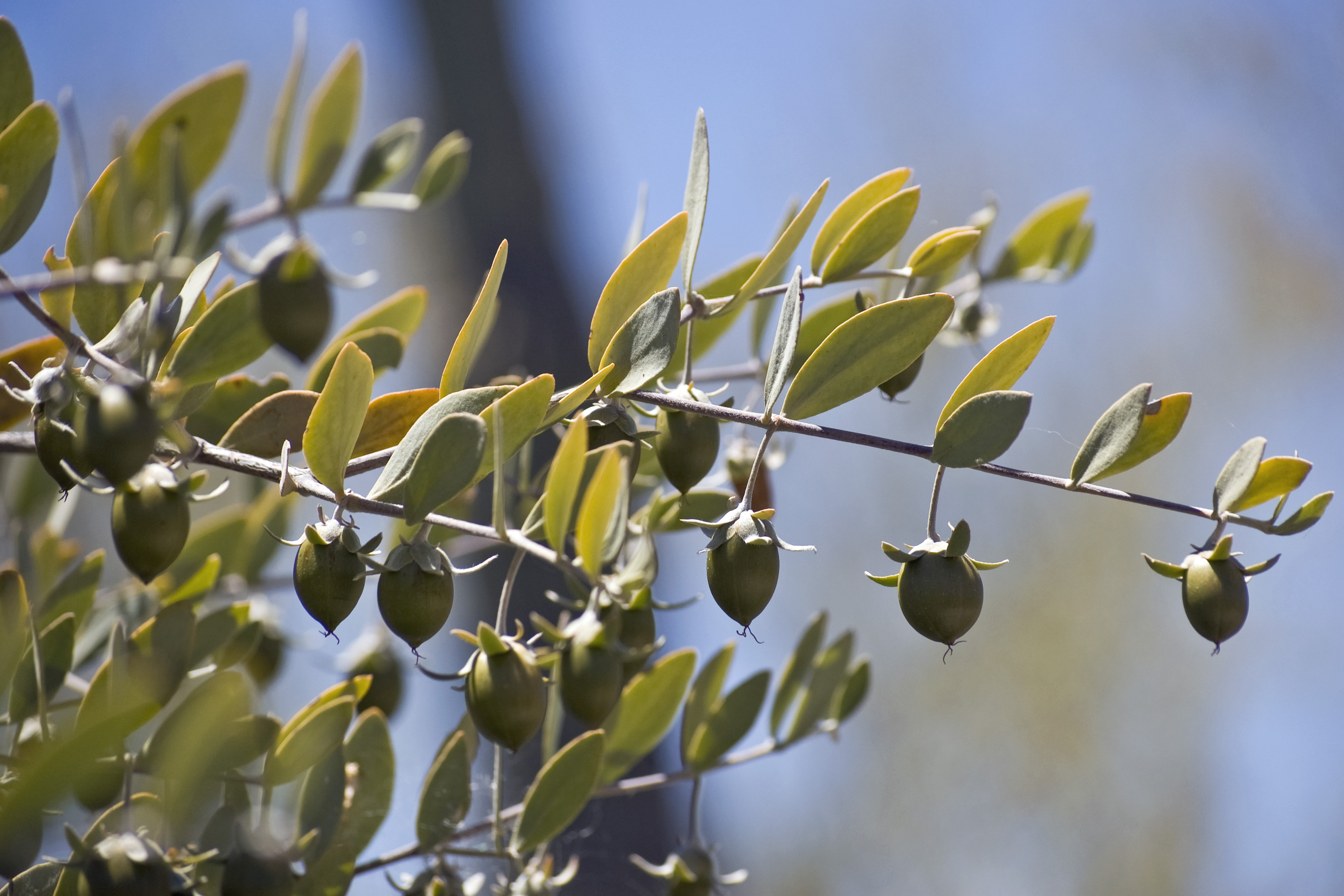
Jojoba

Jojoba: Dentro del ítem "Cultivos industriales" se destaca la producción de jojoba. Resulta destacable el hecho de que, a pesar de que se trata de una producción no tradicional y los primeros ensayos se realizaron hacia fines de la década de 1970, la Argentina es desde el año 2006 el primer productor y exportador mundial de jojoba. Las provincia con más desarrollo de esta producción es La Rioja y el emprendimiento más importante se encuentra en Aimogasta, con la peculiaridad de que en la región hay 700 ha implantadas bajo riego.
Riego agrícola y energía: Hacia el año 2010, el departamento de Arauco presentaba un consumo anual de energía eléctrica de 86 320 492 kWh, del cual casi el 50%, (41 729 122 kWh), correspondía a riego agrícola. Esta demanda de energía para uso productivo, que se evidenciaba creciente con el correr del tiempo, impulsó la creación del Parque Eólico de Arauco, inaugurado en mayo de 2011. Se trata de un conjunto de 12 aerogeneradores que producen un total de 25 MWh, instalado a unos 20 km hacia el sur de la localidad de Aimogasta.

## Clima, flora y fauna

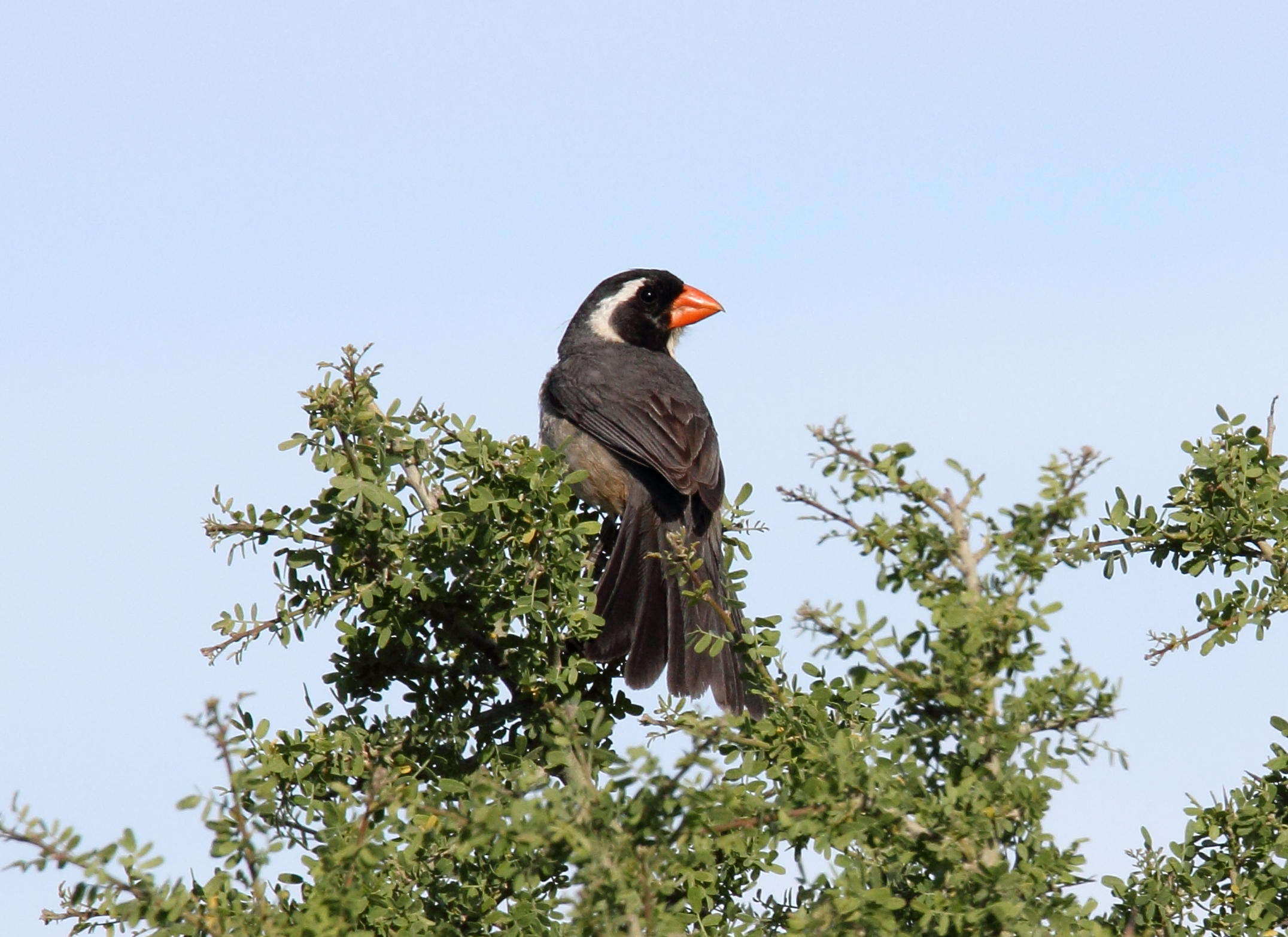
Rey del bosque.

El departamento Arauco posee un clima árido, con muy escasas precipitaciones y heladas, inviernos templados y veranos de elevadas temperaturas.
La flora incluye las variedades adaptadas al clima. Entre las especies arbóreas se encuentran el algarrobo, el retamo y el chañar
La fauna silvestre propia del lugar incluye, entre otros, venados, vizcachas, zorros, liebres, quirquinchos y esporádicamente puede observarse algún puma.
Entre las aves se pueden observar chimangos, caranchos, buitres, jotes, pavas de monte, teros, torcacitas, loros barranqueros, horneros, jilgueros, golondrinas, cardenales, tordos, rey del bosque, picaflores y gorriones entre otras.
En el departamento se pueden encontrar algunos reptiles como las iguanas coloradas y ofidios como lampalaguas, yararás, falsa coral y otras culebras menores.

## Sitios de interés turístico
El departamento Arauco posee algunos puntos de gran potencial turístico, entre ellos:
- Termas de Santa Teresita
- Paraje El Barrial - Vientos del Señor
- Señor de la Peña
- Paraje el Cristo Redentor
- Ruinas de la Segunda Iglesia
- Paisaje Natural Parque Los Nacimientos
- Olivo Cuatricentenario

## Sismicidad
La sismicidad de la región de La Rioja es frecuente y de intensidad baja, y un silencio sísmico de terremotos medios a graves cada 30 años en áreas aleatorias.